# Gare de Liers
La gare de Liers est une gare ferroviaire belge de la ligne 34, de Liège à Hasselt, située à Liers, section de la ville de Herstal, en Région wallonne dans la province de Liège.
Elle est mise en service en 1864 par la Compagnie du chemin de fer Liégeois-Limbourgeois. C'est une halte ferroviaire de la Société nationale des chemins de fer belges (SNCB) desservie par des trains InterCity (IC), Suburbains (S) et Omnibus (L).

## Situation ferroviaire
Établie à 166 m d'altitude, la gare de Liers est située au point kilométrique (PK) 14,50 de la ligne 34, de Liège à Hasselt, entre les gares ouvertes de Milmort et de Glons. Ancienne gare de bifurcation, elle était l'origine de la ligne 31 de Liers à Ans.

## Histoire
La station de Liers est mise en service le 25 juin 1864 par la Compagnie du chemin de fer Liégeois-Limbourgeois lorsqu'elle ouvre à l'exploitation le tronçon de Glons à Liers de sa ligne qui rejoint la frontière entre la Belgique et les Pays-Bas près d'Eindhoven ainsi que la ligne de Liers à Ans (Est), mise en service le même jour. La ligne sera prolongée vers Liège (Vivegnis) le 1er mai 1865 puis Liège-Guillemins le 1er septembre 1877.
La ligne 31 ferme aux voyageurs en 1941 et perd sa seconde voie. Utilisée à nouveau par les voyageurs de 1973 à 1984 et électrifiée en 1976, elle est toutefois abandonnée dans les années 1990, sauf une section utilisée pour desservir l'arsenal de Rocourt, utilisée jusqu'en 2005. Un RAVeL a depuis été créé à la place.
La ligne 34 est électrifiée en 1976, entre Liers et Liège, et en 1982 entre Liers et Glons. Un vaste dépôt pour le matériel roulant est alors créé à la sortie de Liers mais la section vers Glons est remise à voie unique.
Le bâtiment de la gare, correspondant au plan type standard du Liégeois-Limbourgeois, dont seul le bâtiment de la gare de Glons existe toujours. Il s'agissait d'un édifice de style néoclassique avec une partie centrale à étage de six travées à laquelle s'ajoute deux ailes de trois et cinq travées, était encore visible dans les années 1980, mais n'accueillait déjà plus les voyageurs depuis le déplacement des quais vers leur position actuelle. Il a par la suite été démoli ; un terrain arboré et le tunnel de la route P415 occupent le site de l'ancien bâtiment.

## Service des voyageurs

### Accueil
Halte SNCB, c'est un point d'arrêt non géré (PANG) à accès libre.

### Desserte
Liers est desservie par des trains InterCity (IC), Suburbains (S) et Omnibus (L) de la SNCB.
En semaine, Liers possède trois dessertes cadencées à l'heure :
- des trains S41 entre Hasselt et Verviers-Central via Liège  ;
- des trains S42 entre Liers et Flémalle-Haute via Ougrée et Seraing ;
- des trains L entre Liers et Marloie (toutes les heures) dont certains sont prolongés vers Rochefort-Jemelle.

Les week-ends et jours fériés, la desserte est constituée par les trains suivants, circulant toutes les heures sauf les trains L et IC vers le Luxembourg :
- des trains IC-09 entre Anvers-Central et Liège-Guillemins via Hasselt ;
- des trains IC-25 entre Liers et Mouscron ;
- des trains IC-33 entre Liers et Luxembourg (toutes les deux heures) ;
- des trains S42 entre Liers et Flémalle-Haute ;
- des trains L entre Liers et Marloie (toutes les deux heures).

### Intermodalité
Un parking pour les véhicules y est aménagé.

## Comptage voyageurs
Ce graphique et tableau montre le nombre de voyageurs embarquant en moyenne durant la semaine, le samedi et le dimanche.
| Nombre de passagers qui embarquent à la gare de Liers | Nombre de passagers qui embarquent à la gare de Liers | Nombre de passagers qui embarquent à la gare de Liers | Nombre de passagers qui embarquent à la gare de Liers |
|                                                       | Semaine                                               | Samedi                                                | Dimanche                                              |
| ----------------------------------------------------- | ----------------------------------------------------- | ----------------------------------------------------- | ----------------------------------------------------- |
| 1977                                                  | 228                                                   | 58                                                    | 28                                                    |
| 1978                                                  | 499                                                   | 50                                                    | 33                                                    |
| 1979                                                  | 300                                                   | 53                                                    | 53                                                    |
| 1980                                                  | 307                                                   | 69                                                    | 44                                                    |
| 1981                                                  | 305                                                   | 77                                                    | 45                                                    |
| 1982                                                  | 284                                                   | 75                                                    | 74                                                    |
| 1983                                                  | 322                                                   | 60                                                    | 56                                                    |
| 1984                                                  | 144                                                   | 43                                                    | 38                                                    |
| 1985                                                  | 162                                                   | 38                                                    | 45                                                    |
| 1986                                                  | 186                                                   | 69                                                    | 61                                                    |
| 1987                                                  | 256                                                   | 66                                                    | 96                                                    |
| 1988                                                  | 237                                                   | 104                                                   | 114                                                   |
| 1989                                                  | 261                                                   | 69                                                    | 82                                                    |
| 1990                                                  | 314                                                   | 103                                                   | 80                                                    |
| 1991                                                  | 242                                                   | 81                                                    | 68                                                    |
| 1992                                                  | 240                                                   | 105                                                   | 109                                                   |
| 1993                                                  | 256                                                   | 105                                                   | 98                                                    |
| 1994                                                  | 274                                                   | 98                                                    | 95                                                    |
| 1995                                                  | 278                                                   | 72                                                    | 81                                                    |
| 1996                                                  | 280                                                   | 83                                                    | 67                                                    |
| 1997                                                  | 281                                                   | 77                                                    | 81                                                    |
| 1998                                                  | 831                                                   | 226                                                   | 267                                                   |
| 1999                                                  | 208                                                   | 66                                                    | 78                                                    |
| 2000                                                  | 327                                                   | 110                                                   | 125                                                   |
| 2001                                                  | 223                                                   | 68                                                    | 60                                                    |
| 2002                                                  | 218                                                   | 76                                                    | 64                                                    |
| 2003                                                  | 193                                                   | 543                                                   | 584                                                   |
| 2004                                                  | 240                                                   | 49                                                    | 32                                                    |
| 2005                                                  | 216                                                   | 56                                                    | 48                                                    |
| 2006                                                  | 201                                                   | 58                                                    | 54                                                    |
| 2007                                                  | 250                                                   | 45                                                    | 44                                                    |
| 2008                                                  | -                                                     | -                                                     | -                                                     |
| 2009                                                  | 232                                                   | 58                                                    | 40                                                    |
| 2010                                                  | -                                                     | -                                                     | -                                                     |
| 2011                                                  | -                                                     | -                                                     | -                                                     |
| 2012                                                  | 240                                                   | 44                                                    | 66                                                    |
| 2013                                                  | 236                                                   | 69                                                    | 46                                                    |
| 2014                                                  | 226                                                   | 51                                                    | 34                                                    |
| 2015                                                  | 549                                                   | 164                                                   | 179                                                   |
| 2016                                                  | 290                                                   | 98                                                    | 108                                                   |
| 2017                                                  | 242                                                   | 120                                                   | 74                                                    |
| 2018                                                  | 220                                                   | 101                                                   | 85                                                    |
| 2019                                                  | 266                                                   | 111                                                   | 71                                                    |
| 2020                                                  | 161                                                   | 54                                                    | 35                                                    |
| 2021                                                  | -                                                     | -                                                     | -                                                     |
| 2022                                                  | 467                                                   | 298                                                   | 271                                                   |
| 2023                                                  | 493                                                   | 224                                                   | 212                                                   |
| 2024                                                  | 463                                                   | 251                                                   | 453                                                   |